# Överraskningsparadoxen
Överraskningsparadoxen är en paradox gällande tidpunkten för en framtida händelse som ska inträffa någon gång under ett förutbestämt tidspann, en följd av dagar där den exakta dagen för händelsen inte är känd på förhand, utan är tänkt att komma som en överraskning. Paradoxen uppstår när ett synnerligen korrekt logiskt resonemang stegvis utesluter enskilda dagar och leder till slutsatsen att händelsen inte kommer att ske överhuvudtaget. Paradoxen är en variant av Moores paradox.

## Beskrivning
Paradoxen brukar beskrivas med att en lärare uppger att han ska ge ett överraskningsprov under nästa vecka, eller att en domare dömer en brottsling till hängning under veckan efter men att en del av straffet är att den dömde inte ska veta när. Det ska ske som en överraskning. Paradoxen bygger på att eftersom händelsen inte kan inträffa under den sista möjliga dagen som en överraskning kan man stegvis utesluta den sista möjliga dagen tills alla dagar uteslutits. Därmed kan man dra slutsatsen att händelsen inte kommer att ske överhuvudtaget.
En lärare uppger att lärarna ska ha ett prov under veckan efter, på onsdag, torsdag eller fredag. Om en student vet detta så är inte fredagen någon överraskning om provet inte inträffat på torsdagen, eftersom fredagen då är det enda kvarvarande alternativet för provdagen, och därför kan fredagen uteslutas. Med samma resonemang kan sedan torsdagen och sedan onsdagen uteslutas. Slutsatsen blir därför att provet inte kommer att inträffa överhuvudtaget.
På samma sätt finns en beskrivning där en domare dömer en fånge till dödsstraff genom hängning. Fången kommer att informeras om hängningen genom att hängaren knackar på fångens celldörr under förmiddagen någon veckodag under veckan efter. Fången inleder sedan ett logiskt resonemang för att avgöra när hängningen verkligen kommer att ske. Han börjar med att utesluta fredag som hängningsdag, för om hängningen inte skett innan fredagen så finns det bara en möjlig dag kvar för hängningen, och därför skulle den då inte komma som en överraskning för honom. Utifrån detta resonerar han på samma sätt vidare att hängningen inte kommer att ske på torsdag heller, eftersom fredag har uteslutits och om hängningen inte skett innan torsdag så finns bara torsdagen kvar som alternativ, och därför skulle inte en hängning under torsdagen vara en överraskning heller. Genom att resonera på detta sätt så långt det går lyckas han utesluta samtliga dagar som hängningsdag och kommer därmed till slutsatsen att hängningen inte kommer att ske överhuvudtaget. Under hängningsveckan dyker sedan hängaren upp vid fångens cell på onsdagen under förmiddagen, vilket ändå var en överraskning för honom. Denna version är känd i engelskspråkig litteratur som hangman paradox, vilket kan ungefär försvenskas till hängningsparadoxen.
Andra versioner av paradoxen beskriver istället en överraskande kommande brandövning, popquiz eller ett lejon bakom en dörr.

## Analys
Trots brett akademiskt intresse för paradoxen råder det oenighet kring paradoxens exakta natur och följaktligen har ingen föreslagen lösning accepterats. Logiska analyser föreslår att problemet uppstår i domen som uttrycker självreferens och är självmotsägande. Epistemologiska studier av paradoxen har föreslagit att den vänder på vårt koncept för kunskap. En del menar att den logiska elimineringen av möjliga dagar gör de dagarna möjliga; eftersom den drabbade logiskt kunde härleda slutsatsen att händelsen inte kommer att inträffa skulle det vara överraskande för denne om händelsen inträffade under någon av dagarna, och därför är alla angivna dagar möjliga val för händelsen.
En logisk tolkning av beskrivningen av händelsen försvåras av den otydliga definitionen av "överraskning". Paradoxen skulle därför kunna lösas genom att definiera "överraskning" som att "infallodagen för händelsen kan inte förutsägas natten till dagen innan infallodagen". Paradoxen kan även lösas genom att säga att händelsen bara kan ske som en överraskning, eftersom fredag då tillåts vara en icke-överraskningsdag och den logiska elimineringen då hindras helt.
Trots paradoxens till synes enkla natur har dess underliggande komplexiteter lett till att den blivit kallad ett "viktigt problem" för filosofi.